# Aterica dimorpha
Aterica dimorpha är en fjärilsart som beskrevs av Max Bartel 1905. Aterica dimorpha ingår i släktet Aterica och familjen praktfjärilar. Inga underarter finns listade i Catalogue of Life.